# 五月茉莉
《五月茉莉》是一部以印尼黑色五月暴动為背景的戀愛冒險遊戲，由臺灣Erotes Studio遊戲工作室製作。分為三部曲，第一部《五月茉莉 EP1：何謂神》於2015年5月9日正式發售。
2015年獲得數位內容系列競賽數位內容產品獎。

## 故事簡介
1998年5月，何喻誠遠至印尼投靠高中朋友萬子衿，在那裡與友人的女兒萬雨晴、印尼少女梅拉蒂等人相遇、相處，直到某日的開始...。

## 登場角色

### 主角群
何喻誠
配音員：黃天佑
男主角，因背假帳黑鍋失業，從美國回臺，又至印尼投靠好友。
虔誠的天主教徒，曾立志就讀神學院。
萬子衿
配音員：李景唐
主角高中認識的好友，印尼紡織廠「萬心紡織」臺商。
徹頭徹尾的實力主義者。
萬雨晴
配音員：許淑嬪
萬子衿女兒，個性任性嬌蠻，與何喻誠關係緊張。
梅拉蒂（Melati）
配音員：林美秀
印尼少女，萬雨晴的同班同學、好友。名字的意思是茉莉花。

### 配角群
魏承南
配音員：曹冀魯
中國紡織廠「魏氏企業」的老闆，擁有相當福態的身材和不相稱的狠勁，似乎打算和「萬心紡織」談合作，實際上……
鐘楚楚
配音員：傅其慧
萬雨晴、梅拉蒂的同班同學，班上的孩子王，和萬雨晴一樣家中經營紡織廠「御京紡織」，和萬雨晴水火不容。
江卿
配音員：小海
鐘楚楚的頭號跟班。
Eric
配音員：Nao
萬雨晴同班同學，擅長長笛與鋼琴。
苗品紅
配音員：錢欣郁
中國籍女教師，萬雨晴與梅拉蒂的班級導師，主張愛的教育，但對班上的各種問題束手無策。
雅嘉（Yaja）
配音員：YASAKO
萬家的女幫傭。
劉惟忠
配音員：劉傑
「萬心紡織」的員工，貨車司機，通稱老劉，曾在六四事件衝撞公安而遭到通緝，目前流亡印尼。
賀逢霖
配音員：雷碧文
「萬心紡織」的廚房幫廚，祖籍四川，通稱賀大媽，喜歡煮些非常辣的料理。
穆薩（Musa）
配音員：醬爆
「萬心紡織」的員工。
葉卡（Eka）
配音員：雷碧文
梅拉蒂的奶奶，和孫女梅拉蒂相依為命，個性十分嚴厲。

## 製作人員
- 企劃：Erotes studio
- 總召/企劃：李處守
- 監製：霧島賢治
- 劇本：桂森、因幡鴉
- 原畫：白靈子、天羽亞拉希
- 音樂：Waiting
- 程式：附窗子
- 遊戲背景：黃大哥
- 遊戲介面：FunCharlie
- 美術設計：陳蘿拉、FunCharlie
- PV影片：FunCharlie
- OP影片：Kadid[5]

## 相關作品

### 小說
《五月茉莉The Wheel of Fortune》五月茉莉原作前傳小說，包含五個短篇故事，分別描述四個主題人物，以及將他們的命運纏繞在一起的「一個事件」。
- 主要登場角色

萬子衿
「萬心紡織」的董事長。原本在父親的工廠作事，後與其爭吵憤而離家，至印尼雅加達創設「萬心紡織」。
與妻子白靜嫻育有一女萬雨晴。
白靜嫻
萬子衿的妻子。和萬子衿於一場宴會上認識，後由雙方父母主張而成婚。個性溫柔婉約，沈靜有禮。
因篤信一貫道而茹素。
生有一女萬雨晴。
魏承南
中國公司「魏氏企業」的董事長。與萬子衿關係水火不容。
秋瑾子
魏承南的貼身女僕，日本人。
穆薩
居住在貧民窟的印尼青年，凱辛的哥哥。對貧困的家境感到不滿，夢想能成為一位搖滾明星，在於「萬心紡織」的工作結束後，會和朋友一起表演，希望有一天能有人賞識他的才華。
凱辛
居住在貧民窟的印尼青年，穆薩的弟弟。為了豐厚的薪水，在仲介的安排下上海幫傭，擔任私家司機，卻沒想到這會是改變他一生的決定……
苗品紅
雇用凱辛的上海家族的千金，標準的大家閨秀。對教育有夢想與熱忱，和凱辛的相遇，讓她的命運有了無法回頭的改變。
苗城管
苗品紅的父親，當地城管，通稱「苗老爺子」、「苗豹頭」。
薩吉
穆薩的好友，和穆薩一樣有著搖滾夢。家境相當優渥，常常對朋友仗義疏財。
法蒂瑪
梅拉蒂的姐姐。

## 外部連結
- 《五月茉莉》官方網頁
- 五月茉莉的Facebook專頁
- 《五月茉莉》在視覺小說數據庫的頁面 （英文）
- 《Erotes studio》總負責人李處守的臉書專頁